# Sergija
Sergija (tur. sergen -  ← sermek: prostrijeti, razastrijeti ),  skupljanje dobrovoljnih novčanih priloga pred džamijama. Sergija je i prostirka na koju se baca novac prilikom sakupljanja dobrovoljnih priloga.